# Väinämöinen (corazzata costiera)
La Väinämöinen era una corazzata costiera della Merivoimat, la marina militare finlandese; il suo nome deriva da quello del personaggio della mitologia ugro-finnica. Insieme alla gemella Ilmarinen costituiva il gruppo di unità pesanti finlandesi durante la seconda guerra mondiale. Sopravvissuta alla guerra fu ceduta all'Unione Sovietica in conto riparazione dei danni di guerra.

## Servizio

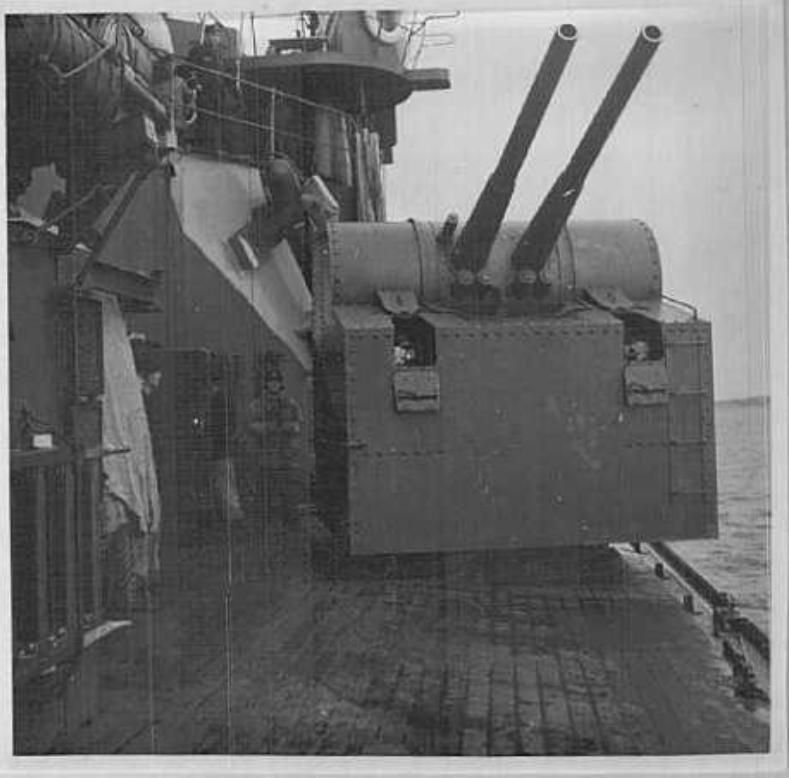
I cannoni da 105 mm delle navi di classe Väinämöinen

La nave prese servizio nel 1932. Durante la guerra d'inverno il 25 dicembre 1940 venne attaccata insieme alla nave gemella da alcuni bombardieri sovietici SB-2 nella zona di Kihti, ma le navi della flottiglia si erano messe a girare in circolo per non costituire un bersaglio immobile e tre aerei vennero abbattuti dalle armi contraeree. Per il resto della guerra venne spostata insieme alla gemella a Turku dove contribuì alla difesa antiaerea della città coi suoi pezzi da 105mm; per l'occasione i ponti vennero dipinti di bianco e la nave venne lasciata volutamente coperta di neve. Durante la guerra di continuazione effettuò varie missioni di bombardamento a terra, senza confrontarsi con la marina sovietica, e condusse l'operazione Kilpapurjehdus, l'occupazione dell'isola Åland, smilitarizzata in seguito a trattati precedenti. Dopo l'affondamento della Ilmarinen avvenuto durante l'operazione Nordwind cui partecipò anche la Väinämöinen, la nave divenne un bersaglio prioritario per i sovietici ma non venne mai trovata, rimanendo per loro un costante pericolo secondo il concetto della fleet in being; effettuò diverse operazioni di pattuglia nel golfo di Finlandia a protezione delle navi posamine tedesco-finniche e della rete antisommergibili che impediva alle unità subacquee sovietiche l'uscita in mare aperto; in un caso la nave venne ritenuta il bersaglio per una imponente operazione aerea sovietica con 132 velivoli sul porto di Kotka, ma al suo posto venne trovato l'incrociatore antiaereo tedesco Niobe, che venne affondato nonostante una accanita resistenza. Dopo la guerra venne ceduta all'Unione Sovietica in conto riparazioni dei danni di guerra, dove prese il nome di Vyborg e servì per sei anni nel porto di Porkkala, base russa in territorio finlandese in seguito alle condizioni di pace, fino alla sua radiazione nel 1958. Dopo l'ipotesi della sua restituzione alla Finlandia venne invece rottamata dopo il 1960.